# Henk van Essen
Hendrik „Henk” van Essen (ur. 5 lutego 1909 w Amsterdamie, zm. 23 grudnia 1968 w Kortenhoef) – holenderski pływak, uczestnik Letnich Igrzysk 1928 w Amsterdamie.
Podczas igrzysk olimpijskich w 1928 roku wystartował na dystansie 100 metrów stylem dowolnym, lecz odpadł w pierwszej rundzie uzyskując czas 1:07,4. Startował również w sztafecie 4 × 200 metrów stylem dowolnym.